# Parlamentsvalget i Portugal 1852
Parlamentsvalget i Portugal 1852 blev afholdt den 12. december 1852.

## Resultater
| Parti                            | Stemmer | %   | Mandater |
| -------------------------------- | ------- | --- | -------- |
| Regering                         |         | 78  |          |
| Opposition                       |         | 22  | 35       |
| Total                            |         | 100 | 156      |
| Noter: Tabellen er ufuldstændig. |         |     |          |
| Kilde:                           |         |     |          |